# Omphaloceps daria
Omphaloceps daria is een vlinder uit de familie uilen (Noctuidae). De wetenschappelijke naam van deze soort is voor het eerst geldig gepubliceerd in 1895 door Druce.
De soort komt voor in tropisch Afrika.